# Luciano Manzotti
Luciano Manzotti (Rubiera, 29 settembre 1902 – 29 agosto 1977) è stato un calciatore italiano, di ruolo attaccante.

## Caratteristiche tecniche
Giocava come attaccante interno o esterno sinistro nel metodo.

## Carriera
Spese tutta la sua carriera nel club geminiano prima di andare a chiudere la carriera con la squadra della sua città natale.